# 巴特朗
巴特朗（法語：Battrans，法語發音：[batʁɑ̃]）是法国上索恩省的一个市镇，属于沃苏勒区。

## 地理
巴特朗（47°25'43"N, 5°38'14"E）面积5.32 平方千米，位于法国勃艮第-弗朗什-孔泰大區上索恩省，该省份为法国东部内陆省份，北起顺时针与孚日省、贝尔福地区省、杜省、汝拉省、科多尔省和上马恩省接壤。
与巴特朗接壤的市镇（或旧市镇、城区）包括：格雷。
巴特朗的时区为UTC+01:00、UTC+02:00（夏令时）。

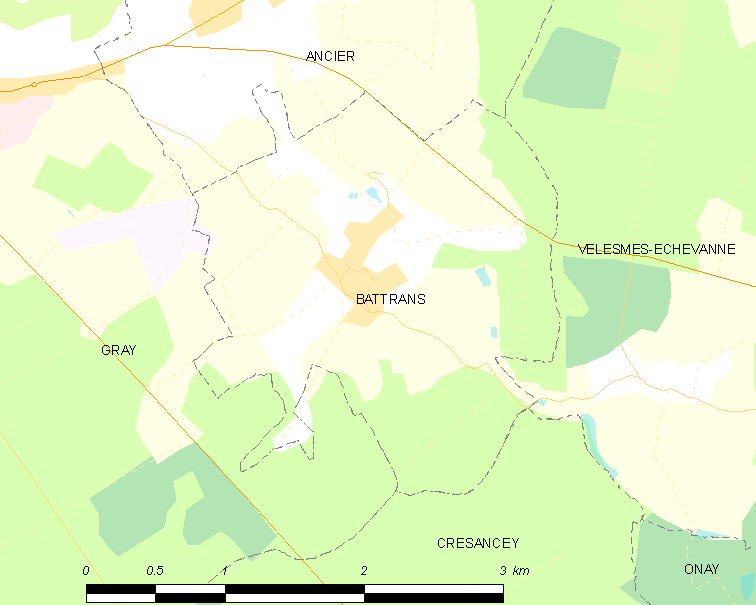
巴特朗的OSM定位图

## 行政
巴特朗的邮政编码为70100，INSEE市镇编码为70054。

## 政治
巴特朗所属的省级选区为格雷县。

## 人口

1962-2008年间巴特朗人口变化图示

巴特朗于2022年1月1日时的人口数量为210人。